# Shredder (программа)
Shredder — коммерческая шахматная программа, разработанная в Германии Штефаном Майер-Каленом в 1993 году. С момента появления Shredder 12 раз выигрывал различные чемпионаты мира по шахматам среди компьютерных программ, став одной из наиболее признанных шахматных программ в мире.

## Результаты
Версия 10 была выпущена в июне 2006, версия 11 — в октябре 2007, версия 12 — в октябре 2009, версия 13 — в октябре 2016. Версия «Deep Shredder» поддерживает мультипроцессорность.
21 марта 2010 года в рейтинг-листе SSDF при турнирном контроле времени Deep Shredder 12 x64 2GB Q6600 2,4 GHz был третьим с рейтингом 3124 Эло.  На 12 ноября 2016 года в рейтинг-листе CCRL при контроле времени 40/4 Shredder 13 64-bit имел рейтинг 3246 Эло.
| Год  | Место     | Титул                                                                        |
| ---- | --------- | ---------------------------------------------------------------------------- |
| 1996 | Джакарта  | Чемпионат мира по шахматам среди микрокомпьютерных программ                  |
| 1999 | Падерборн | Чемпионат мира по шахматам среди микрокомпьютерных программ                  |
| 1999 | Падерборн | Чемпионат мира по шахматам среди компьютерных программ                       |
| 2000 | Лондон    | Чемпионат мира по шахматам среди микрокомпьютерных программ                  |
| 2001 | Маастрихт | Чемпионат мира по шахматам среди микрокомпьютерных однопроцессорных программ |
| 2002 | Маастрихт | Чемпионат мира по блицу среди компьютерных программ                          |
| 2003 | Грац      | Чемпионат мира по шахматам среди компьютерных программ                       |
| 2003 | Грац      | Чемпионат мира по блицу среди компьютерных программ                          |
| 2004 | Тель-Авив | Чемпионат мира по блицу среди компьютерных программ                          |
| 2005 | Рейкьявик | Чемпионат мира по блицу среди компьютерных программ                          |
| 2006 | Майнц     | Чемпионат мира по шахматам 960 среди компьютерных программ                   |
| 2007 | Амстердам | Чемпионат мира по блицу среди компьютерных программ                          |